# Campeonato Chileno de Futebol de 1938
O Campeonato Chileno de Futebol de 1938 (oficialmente Campeonato de la División de Honor de la Liga Profesional de Football de Santiago) foi a 6ª edição do campeonato do futebol do Chile. Os clubes jogavam uma fase de turno e returno. Não houve rebaixados para a Serie B Profesional de Chile 1938, campeonato de segunda divisão predecessor do Campeonato Chileno de Futebol - Segunda Divisão, pois o certame foi "rebaixado" a uma divisional com clubes reservas. Porém, o clube da Universidade do Chile foi aceito com base no seu título desta série B.

## Participantes
| Equipe                                        | Cidade        | Região                | No ano anterior | Estádio                       | Capacidade | Títulos              | Participações |
| --------------------------------------------- | ------------- | --------------------- | --------------- | ----------------------------- | ---------- | -------------------- | ------------- |
| Audax Club Sportivo Italiano                  | La Florida    | Província de Santiago | Quinto Lugar    | Estádio Santa Laura           | 22.375     | 1 (1936)             | 6             |
| Club Social y Deportivo Colo-Colo             | Ñuñoa         | Província de Santiago | Campeão         | Campos de Sports de Ñuñoa     | 27.000     | 1 (1937)             | 6             |
| Club Deportivo Magallanes                     | Maipú         | Província de Santiago | Vice Campeão    | Estádio de la Escuela Militar | ---        | 3 (1933, 1934, 1935) | 6             |
| Club de Deportes Badminton                    | Santiago      | Província de Santiago | Sexto Lugar     | Estádio Carabineros           | 12.000     | 0 (não possui)       | 6             |
| Unión Española                                | Independencia | Província de Santiago | Terceiro Lugar  | Estádio Santa Laura           | 22.375     | 0 (não possui)       | 6             |
| Corporación Club de Deportes Santiago Morning | Independencia | Província de Santiago | Quarto Lugar    | Estádio Santa Laura           | 22.375     | 0 (não possui)       | 3             |
| Club Universidad de Chile                     | Santiago      | Província de Santiago | Estreante       | Estádio Santa Laura           | 22.375     | 0 (não possui)       | 1             |

## Campeão
| Campeão Chileno 1938                                  |
| ----------------------------------------------------- |
| Club Deportivo Magallanes (Maipú) (4º título) Campeão |